# Червоне (Бучанський район)
Червоне́ — село в Україні, у Бучанській міській громаді Бучанського району Київській області. Орган місцевого самоврядування — Синяківський старостинський округ, якому підпорядковано села: Синяк, Вороньківка, Раківка та Червоне. Населення становить 166 осіб.

## Населення

### Мова
Розподіл населення за рідною мовою за даними перепису 2001 року:
| Мова       | Кількість | Відсоток |
| ---------- | --------- | -------- |
| українська | 507       | 97.13%   |
| російська  | 12        | 2.30%    |
| румунська  | 3         | 0.57%    |
| Усього     | 522       | 100%     |

## Галерея

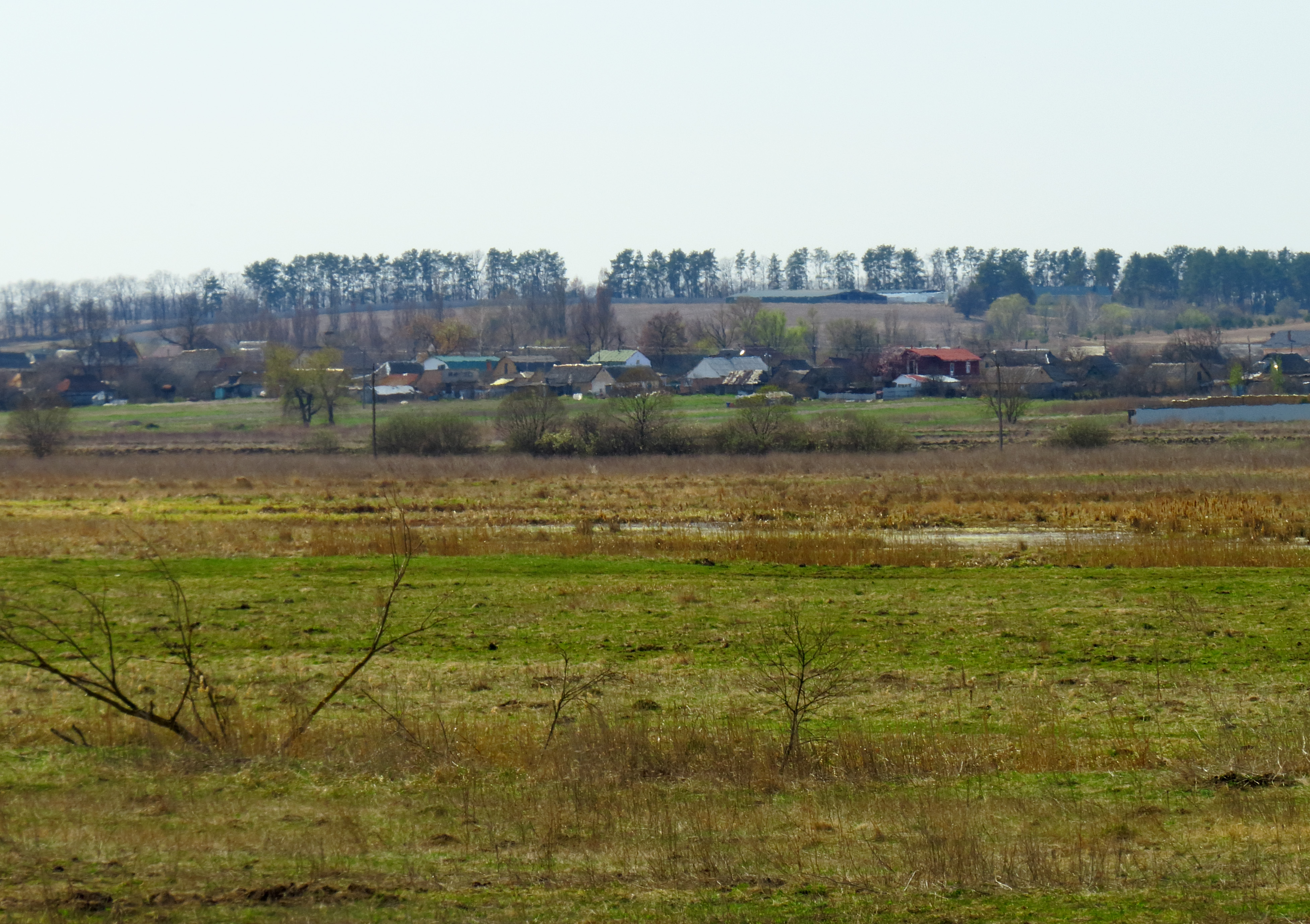
Село Червоне
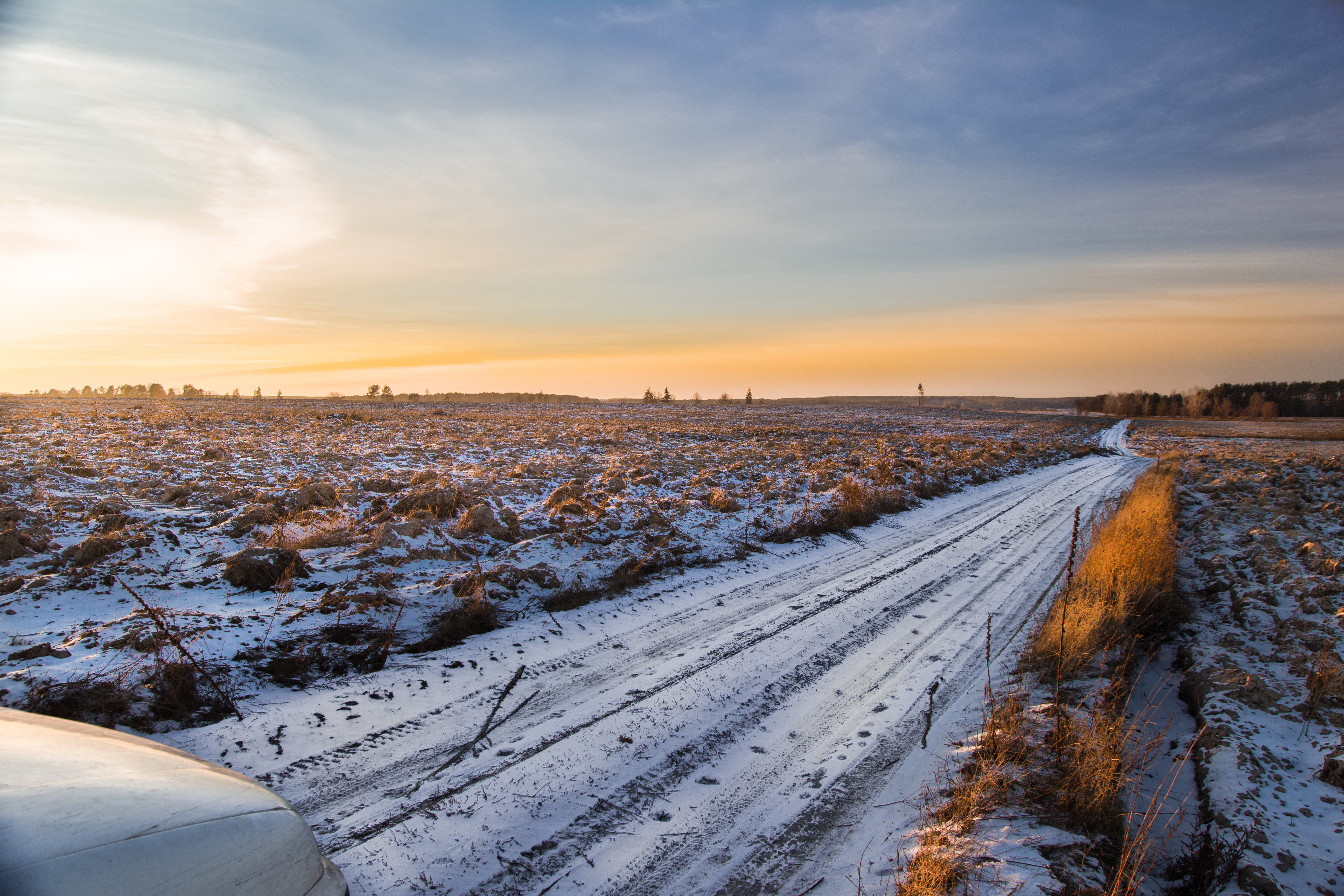
Заплава Ірпеня
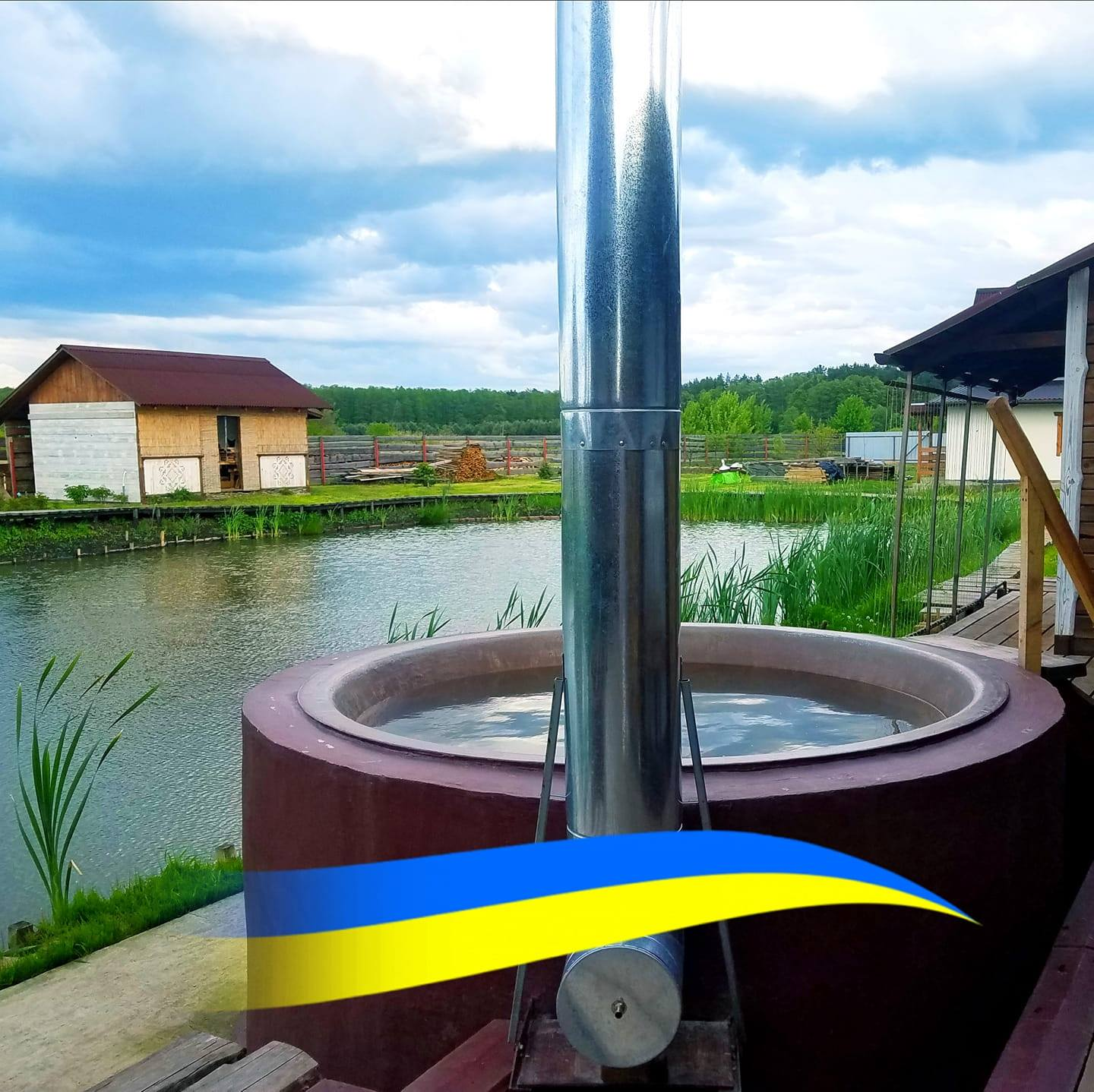
Карпатський чан